# دیوید آلیسون
دیوید آلیسون(به انگلیسی: David Allison) (۱۸۷۳ – بعد از ۱۹۰۱)از نخستین مهاجمان باشگاه میلان بود.